# Anne Triola

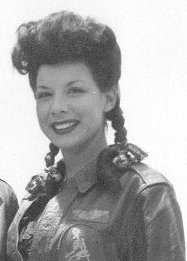
Anne Triola bei einem Truppenbesuch in Niederländisch-Neuguinea, 1944

Anne Triola (* 25. September 1920 in Los Angeles, Kalifornien; † 2012 in Lee’s Summit, Missouri) war eine US-amerikanische Schauspielerin und Sängerin. Bekannt wurde sie durch ihre Rolle als Gloria Davis in Das Wiegenlied vom Broadway von 1951.

## Leben
Anne Triola wurde 1920 als Kind italienischstämmiger Eltern in Los Angeles geboren. Bereits im Alter von drei Jahren nahm sie Klavierunterricht. Im Alter von zwölf Jahren erlernte sie das Akkordeonspielen und trat als Musikerin und Sängerin in verschiedenen Cafés auf.
Zu Beginn des Zweiten Weltkriegs trat Triola einer Showgruppe des Asiatic-Pacific Theaters bei, zu der unter anderem auch die Schauspielerin Judith Anderson gehörte. Die Gruppe trat vor Truppen auf mehreren Stützpunkten in Neuguinea auf. Triola spielte bei den Auftritten das Akkordeon und betätigte sich gemeinsam mit Anderson als Sängerin.
Nach ihrer Zeit beim Asiatic-Pacific Theater trat Triola als Sängerin in diversen Nachtclubs auf. Während eines Auftritts im Blue Angel in New York wurde sie von Richard Rodgers und Oscar Hammerstein entdeckt, die ihr eine Rolle in dem Musical Annie Get Your Gun in London anboten, was sie wegen ihres Vertrages mit dem Nachtclub jedoch ablehnen musste.
1946 wurde Triola von dem Regisseur Mervyn LeRoy und dem Filmproduzenten Jesse L. Lasky für drei Filme engagiert, nachdem sie bereits 1939 und 1944 zwei kleine Nebenrollen in den Filmen Snow Follies und Moon Over Las Vegas hatte. 1946 spielte sie in Without Reservations an der Seite von Claudette Colbert und John Wayne unter der Regie von LeRoy. Ihren bekanntesten und zugleich letzten Filmauftritt hatte sie 1951 als Gloria Davis in dem Musikfilm Das Wiegenlied vom Broadway als Tanzpartnerin von Billy De Wolfe. Nach ihrer Zeit als Filmschauspielerin trat Triola in Vaudeville-Stücken auf und spielte in mehreren Musicals mit, darunter auch in der ihr bereits zuvor angebotenen Rolle in Annie Get Your Gun.
Triola heiratete 1953 den Geschäftsmann Ralph J. Quartaroli, mit dem sie eine gemeinsame Tochter hat. Quartaroli starb 1960 zusammen mit drei weiteren Passagieren bei einem Flugzeugabsturz auf dem Weg von Las Vegas nach Van Nuys.
Anne Triola starb 2012 in Lee’s Summit, Missouri.

## Filmografie
- 1939: Snow Follies
- 1944: Moon Over Las Vegas
- 1946: Without Reservations
- 1948: Schlingen der Angst (Sleep, My Love)
- 1951: Das Wiegenlied vom Broadway (Lullaby of Broadway)